# Kollerfjorden
Kollerfjorden is een baai van het eiland Spitsbergen, dat deel uitmaakt van de Noorse eilandengroep Spitsbergen.
De baai is vernoemd naar de Noorse topograaf Alfred Koller (1878-1951).

## Geografie
De baai is noordoost-zuidwest georiënteerd en heeft een lengte van ongeveer zes kilometer. Ze mondt in het zuidwesten uit in het Möllerfjorden waarvan ze een van de takken is.
In het noordoostelijk uiteinde komt de gletsjer Kollerbreen uit op de baai.
De baai ligt in het westen van Haakon VII Land.